# 神路めぐみ
神路 めぐみ（かみじ めぐみ、11月19日 - ）は、日本の女性声優。静岡県出身。愛称はめぐみん。旧芸名は桜田 芽久未（さくらだ めぐみ）。

## 人物
趣味は料理、旅行、検定や資格の取得。
普通自動車運転免許、料理検定2級、色彩検定3級などの資格を所有している。
167sの企画でお子様ランチを作った際も料理の豆知識を披露していた。
特技は魚をさばくこと。
声優になろうと思ったきっかけ作品は「金色のガッシュベル!!」。元々アニメが好きで、「アニメに携わる仕事がしたい」と思っていた。当初はイラストレーターを目指していた。高校時代に演劇部に所属したことがきっかけで、芝居の楽しさに目覚める。その時に「アニメでお芝居に関われるのは声優だ！」と思い、声優の道を選ぶ。
うさまるが好き
目標の声優に悠木碧を挙げている。

## 略歴
2018年、桜田芽久未として活動開始。
2020年2月29日、ムーブマンを退所したことをTwitterで発表。
2020年8月1日、桜田芽久未から神路めぐみに改名したことをTwitterで発表し、同月20日、ヴイ・フォークへの所属を発表。
2022年3月3日、ヴイ・フォークから2月末で退所した事をTwitterで発表しフリーランスとして活動開始。
2025年5月1日、MIT Artistsへの預かり所属を発表。

## 出演

### 声優ユニット
- Re:Union「fleur de Sorcière」(東雲 椿)[10]

### テレビアニメ
- 臨死!!江古田ちゃん（2019年、第7話：江古田ちゃん〈幼少時〉[11]）

### Webアニメ
- イロナス（2018年、黒崎ゆかり / ルーシー[12][13][14][15][16]）

### ゲーム
- アートコードサマナー(2020年、竹内栖鳳[17] 他)
- 百英雄伝(2024年)

### オーディオブック
小学館の名作文芸朗読
「月夜とめがね」著者：小川未明  「桃太郎」著者：楠山正雄  「日日の麺麭」著者：小山清  「哀れなトンマ先生」著者：坂口安吾  「チャンス」著者：太宰治  「ネギ一束」著者：田山花袋  「柿の種」著者：寺田寅彦  「夢十夜」著者：夏目漱石  「落第」著者：夏目漱石  「夏の花」著者：原民喜  「壊滅の序曲」著者：原民喜  「廃墟から」著者：原民喜  「泉ある家」著者：宮沢賢治  「山男の四月」著者：宮沢賢治  「よだかの星」著者：宮沢賢治  「ヘンゼルとグレーテル」著者：ヤーコプ・グリム、ヴィルヘルム・グリム

### 吹き替え
ドラマ
- ニックのいたずら シーズン2（2019年、エイミー）[7]

### ナレーション
ぎゅってweb(#1～6、他)

### ネット配信番組
配信終了
- 雨宮夕夏と桜田芽久未のいろんな色をみつける『iRonna×iRonas』（2018年、ニコニコ生放送）
- イロナスクッキング！（2018年、ニコニコ動画[24]、YouTube[25]）
- μew★starチャンネル（2018年、FRESHLIVE）

- ラジユニ#43（2020/8/5、ニコニコ生放送[26]）
- 花魔女オンラインイベント(2020年：#01-#03, #05　ニコニコ生放送[27])
- 花魔女のお茶会へようこそ！(2020年より毎月2回水曜日放送　ニコニコ生放送[27])

### 舞台
- 氷雪の門（2019年8月27日～9月1日、浜田テル）[28]

### ライブ ・イベント・朗読劇
| 開催日                               | 名称                                                        | 場所                   |
| 2018年                               | 2018年                                                      | 2018年                 |
| ------------------------------------ | ----------------------------------------------------------- | ---------------------- |
| 6/2                                  | 「LIVE.EXE♪2018!!～1st ignition～」                         | 新宿MARZ               |
| 9/24                                 | 「LIVE.EXE♪2018!!～2nd BLASTOFF～」                         | 白金高輪SELENE         |
| 11/7, 11/14, 11/19 11/29, 12/3, 12/7 | 「こらぼ♡ぱーてぃー Featuring 167s+Ai-gent+Little Sisters」 | 池袋 LiveHouse mono    |
| 2019年                               |                                                             |                        |
| 11/3                                 | 「LIVE of Re:Union」                                        | 渋谷ストリームホール   |
| 11/16､ 11/17                         | リーディングライブ「スリーストーリーズ２ 〜再会〜」         | 赤坂チャンスシアター   |
| 2020年                               |                                                             |                        |
| 12/17, 12/19, 12/20                  | 「りーでぃんぐ☆ぱーてぃーvol.8」                            | コフレリオ新宿シアター |
| 2023年                               |                                                             |                        |
| 4/8､ 4/9                             | 「チーム歌留多 向河原公演」                                 | かわさきゆめホール     |
| 2024年                               |                                                             |                        |
| 2/２, 2/3, 2/4                       | ※出演予定 朗読劇「眠りの森」 公演中止                       | アルネ543              |
| 5/17､5/19                            | Reading&Talk Event ［地図とコンパス］ 24°5'16.19"           | イズモギャラリー       |
| 9/2､9/4                              | Reading&Talk Event ［地図とコンパス］ 24°9' 2. 5"           | イズモギャラリー       |
| 11/8､11/10                           | Reading&Talk Event ［地図とコンパス］ 24°11' 7. 10"         | イズモギャラリー       |

### その他コンテンツ
- 167s（黒崎ゆかり / ルーシー[12]〈2019年2月卒業[15][16]〉）
- AT-X「ウチの夏フェス＋」フレッシュ夏フェス隊（2018年）[42]
- 煩悩☆西遊記(寅将軍、ナレーション)[43]
- 本気でイグ・ノーベル賞狙います！(2019年6月29日 萌は人間の潜在能力を引き出せるのか？萌え声オーディション)[44]

## ディスコグラフィ

### キャラクターソング
| 発売日        | 商品名                      | 歌                | 楽曲                                | 備考                                    |
| ------------- | --------------------------- | ----------------- | ----------------------------------- | --------------------------------------- |
| 2018年6月2日  | ミライロスペクトル          | 167s              | 「ミライロスペクトル」              | Webアニメ『イロナス』オープニングテーマ |
| 2018年6月2日  | ミライロスペクトル          | 167s              | 「Rainbow True Colors」             | Webアニメ『イロナス』エンディングテーマ |
| 2018年9月24日 | Friend×Blend/カラフルリング | 167s              | 「Friend×Blend」 「カラフルリング」 | 『167s』関連曲                          |
| 2019年11月3日 | SNOW DROP                   | fleur de Sorcière | 「Snow Drop」                       | 舞台『Re:Union』関連曲                  |